# Michael Ngadeu-Ngadjui
Michael Ngadeu-Ngadjui (ur. 23 listopada 1990 w Maroui) – kameruński piłkarz grający na pozycji środkowego obrońcy, grający w belgijskim zespole KAA Gent.

## Kariera piłkarska
Swoją karierę piłkarską Ngadeu-Ngadjui rozpoczął w klubie Canon Jaunde. W 2007 roku stał się członkiem pierwszego zespołu i w sezonie 2007/2008 zadebiutował w nim w kameruńskiej Première Division. W debiutanckim sezonie wywalczył wicemistrzostwo Kamerunu.
W 2010 roku Ngadeu-Ngadjui wyjechał do Niemiec. W sezonie 2010/2011 grał w amatorskim Kirchhörder SC. W sezonie 2011/2012 występował w siódmoligowych rezerwach SV Sandhausen. Z kolei w latach 2012–2014 grał w czwartej lidze, w rezerwach klubu 1. FC Nürnberg.
Latem 2014 roku Ngadeu-Ngadjui został zawodnikiem rumuńskiego FC Botoșani. Swój debiut w nim w pierwszej lidze rumuńskiej zaliczył 27 lipca 2014 w przegranym 0:3 domowym meczu z klubem Gaz Metan Mediaș. W Botoșani spędził dwa lata.
W 2016 roku Ngadeu-Ngadjui przeszedł za pół miliona euro do Slavii Praga. Swój debiut w niej zaliczył 19 października 2016 w zwycięskim 4:1 wyjazdowym spotkaniu ze Zbrojovką Brno.
22 lipca 2019 roku belgijski zespół KAA Gent poinformował za pomocą swojej oficjalnej strony internetowej pozyskanie Ngadeu-Ngadjui, stając się najdroższym nabytkiem w historii zespołu. Belgijski zespół pozyskując zawodnika za pomocą transferu definitywnego zapłacił czeskiemu zespołowi Slavia Praga 4,5 miliona euro. Dotychczasowy rekord transferowy należał do Franko Andrijaševićia, który został pozyskany przez belgijski zespół za 4,25 miliona euro.

## Statystyki zawodnika
| Sezon   | Klub              | Kraj    | Rozgrywki         | Mecze | Gole |
| ------- | ----------------- | ------- | ----------------- | ----- | ---- |
| 2007/08 | Canon Jaunde      | Kamerun | Première Division | ?     | ?    |
| 2008/09 | Canon Jaunde      | Kamerun | Première Division | ?     | ?    |
| 2009/10 | Canon Jaunde      | Kamerun | Première Division | ?     | ?    |
| 2010/11 | Kirchhörder SC    | Niemcy  | liga regionalna   | ?     | ?    |
| 2011/12 | SV Sandhausen II  | Niemcy  | VII liga          | ?     | ?    |
| 2012/13 | 1. FC Nürnberg II | Niemcy  | Regionalliga      | 23    | 1    |
| 2013/14 | 1. FC Nürnberg II | Niemcy  | Regionalliga      | 31    | 3    |
| 2014/15 | FC Botoșani       | Rumunia | Liga I            | 28    | 2    |
| 2015/16 | FC Botoșani       | Rumunia | Liga I            | 25    | 6    |
| 2016/17 | Slavia Praga      | Czechy  | I liga            | 27    | 6    |
| 2017/18 | Slavia Praga      | Czechy  | I liga            | 20    | 1    |
| 2018/19 | Slavia Praga      | Czechy  | I liga            | 29    | 0    |
| 2019    | KAA Gent          | Belgia  | Eerste klasse     | 0     | 0    |

## Kariera reprezentacyjna
W reprezentacji Kamerunu Ngadeu Ngadjui zadebiutował 3 września 2016 roku w wygranym 2:0 meczu kwalifikacji do Pucharu Narodów Afryki 2017 z Gambią, rozegranym w Limbém.